# 小市街道
小市街道（しょうしがいどう）は、南京市鼓楼区の街道。現行行政地名は小市街道東門街社区、小市街道河路道社区などの社区9個がある。

## 行政区画
社区9個を管轄する。
| 番号 | 社区名       | 番号 | 社区名       |
| ---- | ------------ | ---- | ------------ |
| 01   | 東井亭社区   | 06   | 黄家圩社区   |
| 02   | 東門街社区   | 07   | 小市新村社区 |
| 03   | 東井新村社区 | 08   | 張王廟社区   |
| 04   | 安懐村社区   | 09   | 線路新村社区 |
| 05   | 河路道社区   |      |              |

## 施設
・介護施設：
・図書館：

### 交通
・地下鉄の駅：

### 教育
・大学：
・中学：
・小学：

### 医療
・病院：

### 娯楽
・体育館：